# Romário
Romário, właśc. Romário da Souza Faria (ur. 29 stycznia 1966 w Rio de Janeiro) – brazylijski piłkarz, który występował na pozycji napastnika, reprezentant kraju. Mistrz świata 1994, dwukrotny mistrz Copa América 1989 i 1997. Uważany jest za jednego z najlepszych napastników w historii piłki nożnej.

## Kariera

### Wczesne lata
Ze skromnych początków Romário został zauważony w dzieciństwie, gdy grał w Olaria, małym klubie na przedmieściach Rio de Janeiro. Został przewieziony do juniorskiej drużyny Vasco da Gamy, gdzie zdobył dwa tytuły mistrzowskie (1987, 1988) i zdobył pierwsze powołania do reprezentacji narodowej. Romário zwrócił na siebie uwagę międzynarodowej publiczności, kiedy został najlepszym strzelcem olimpijskiego turnieju piłki nożnej w 1988 roku.

### 1988-1993 PSV Eindhoven
Krótko po igrzyskach olimpijskich przeniósł się do PSV Eindhoven, gdzie wygrał Eredivisie w 1989, 1991 i 1992 roku. Znany ze swojej zdolności do działania w ograniczonej przestrzeni pola karnego, Romário strzelił 165 goli w 167 meczach w ciągu pięciu sezonów w PSV.
Kierowany niezachwianą wiarą w swoje umiejętności, wyluzowany sposób zachowania Romário i przytłaczająca pewność siebie były widoczne przez całą jego karierę, a Guus Hiddink, jego trener w PSV, powiedział: „Gdyby zobaczył, że jestem trochę bardziej zdenerwowany niż zwykle przed nami ważnego meczu, przychodził do mnie i mówił: „Spokojnie, trenerze, strzelę gola i wygramy”. Niewiarygodne jest to, że osiem na dziesięć razy powiedział mi, on naprawdę strzelił gola, a my naprawdę wygraliśmy”.

### 1993-1995 FC Barcelona
Romário przeniósł się do hiszpańskiej FC Barcelona na sezon 1993/94 i stał się częścią Dream Teamu Johana Cruyffa, w którym obok piłkarzy takich jak jego kolega w ataku Hristo Stoichkov, pomocnicy José Mari Bakero, Pep Guardiola i Michael Laudrup oraz bramkostrzelny obrońca Ronald Koeman pomógł klubowi zdobyć tytuł La Liga, stając się jednocześnie najlepszym strzelcem sezonu z 30 golami w 33 meczach. Barcelona dotarła również do finału Ligi Mistrzów UEFA 1994, gdzie mimo bycia dużymi faworytami do zwycięstwa, ostatecznie przegrali 0:4 z Milanem. Przygotowania do finału sprawiły, że hiszpańskie gazety już ogłosiły Barcelonę zwycięzcą, podczas gdy Cruyff powiedział swojemu zespołowi: „Jesteś lepszy od nich, wygrasz”. Gdy Romário i Stoichkov prowadzili atak w Barcelonie, obrońca Milanu Paolo Maldini przyznał, że jego drużyna jest słabsza, ale zachęciło ich to, co postrzegali jako arogancję Barcelony. Jeden z pracowników zaplecza Barcelony przyznał, że Barcelona była z siebie zadowolona: „Poszliśmy tam, aby odebrać puchar, a nie walczyć o niego”. 
– To musi być Romário. Nigdy nie wiedziałeś, czego się po nim spodziewać. Jego technika była niesamowita i strzelał bramki z każdej możliwej pozycji, w większości za pomocą palca, co jest dość zabawne.

~Johan Cruijff
Jednym z najlepszych występów Romário było zdobycie hat-tricka w pamiętnym wygranym 5:0 meczu z Realem Madryt w El Clásico na Camp Nou. Spektakularnym pierwszym golem był moment, w którym przeciągał piłkę wokół obrońcy, nie opuszczając stopy przed zakończeniem gry. ze znakiem firmowym wbijanym palcem w róg siatki. Jego najważniejszym wydarzeniem w czasach gry dla Barcelony w Lidze Mistrzów UEFA były dwa mecze przeciwko Manchesterowi United, w których zdobył bramkę Petera Schmeichela na Old Trafford i ponownie strzelił gola w wygranym 4:0 meczu na Camp Nou przed 114000 kibiców. Zastanawiając się nad meczem na Camp Nou, kapitan Manchesteru United Steve Bruce, który grał w obronie tej nocy, stwierdza: „Ze wszystkich wspaniałych rzeczy, które wydarzyły się podczas mojej kariery, najbardziej rzuca się w oczy ta noc, ponieważ zostaliśmy skopani w tyłki w wielkim stylu. Stoichkov i Romário wciąż tkwią w mojej pamięci, zwłaszcza Romário, który był prawdopodobnie najlepszym graczem, z jakim kiedykolwiek miałem do czynienia.
Romário został wybrany najlepszym piłkarzem FIFA w 1994 roku, po tym jak w 1993 roku zajął drugie miejsce. i został zawieszony na pięć meczów. Romário niespodziewanie opuścił Barcelonę w styczniu 1995 roku po rozłamie z trenerem Cruyffem.

### 1995-1999 Flamengo i Valencia
W 1995 r. Romário wrócił do Brazylii, aby grać dla Flamengo i spędził tam pięć lat, z wyjątkiem dwóch krótkotrwałych powrotów do Hiszpanii w tym okresie. Podczas meczu Copa Libertadores z argentyńską drużyną w 1995 r. Romário kopnął obrońcę przeciwnika w klatkę piersiową w odwecie za uderzenie jego kolegi z drużyny, Edmundo. Rozpoczął sezon 1996/97 w hiszpańskim klubie Valencia, ale po ostrych kłótniach z ówczesnym trenerem Luisem Aragonésem został wkrótce wypożyczony do Flamengo.
Romário wrócił do Valencii na początku sezonu 1997/98. Nowy trener Claudio Ranieri, który twierdził, że nie chce, aby w klubie pozostali zawodnicy wbrew ich woli, Romário, deklarując potrzebę dobrego przygotowania do mistrzostw świata we Francji, opuścił Valencię na dobre po rozegraniu zaledwie sześciu meczów ligowych we Francji. sezon; po raz kolejny wrócił do Flamengo.

### 2000-2005 Vasco i Fluminense
Romário ponownie dołączył do Vasco da Gamy w 2000 roku i ponownie związał się z innym międzynarodowym napastnikiem Edmundo. Tworząc owocne partnerstwo, dwaj napastnicy poprowadzili Vasco do finału Klubowych Mistrzostw Świata FIFA 2000, a Romário został najlepszym strzelcem z trzema golami. Najbardziej godnym uwagi występem tej pary było zwycięstwo 3-1 z mistrzami Europy Manchesterem United na Estádio do Maracanã, gdzie Romário strzelił dwa gole w trzech minutach pierwszej połowy, a Edmundo dodał trzecią przed przerwą. Po wcześniejszym dobrych stosunkach w Flamengo niestabilny Edmundo stał się zazdrosny o przywileje Romário, stwierdzając, że klub jest „dworem, Romário księciem, a [przewodniczący klubu] Eurico Mirando królem”. Po zwycięstwie Vasco kilka dni później, Romário odpowiedział: „Teraz dwór jest szczęśliwy: król, książę i głupiec [Edmundo]”.
W wieku 34 lat Romário miał jeden z najlepszych sezonów w swojej karierze, wygrywając z Vasco Copa Mercosur i tytuł mistrza Brazylii. Występ Romário był kluczowy w finale Mercosur, gdzie Vasco zmierzyło się z brazylijskim rywalem Palmeiras z São Paulo. Po rozdzieleniu dwóch pierwszych meczów, decydująca trzecia miała miejsce w São Paulo. Palmeiras objął prowadzenie 3-0 przed przerwą. Jednak w drugiej połowie Vasco strzelił cztery gole, w tym zwycięzcę Romário w doliczonym czasie gry, co zakończyło jego hat-tricka. Romário otrzymał tytuł Piłkarza Roku Ameryki Południowej i Brazylii. Sezony 2000 i 2001 zakończył jako najlepszy strzelec ligi brazylijskiej.
Od 2002 do 2004 grał dla Fluminense. W lutym 2003 r. Romário podpisał lukratywny trzymiesięczny kontrakt w Katarze z klubem Al Sadd, ale po rozczarowującym występie bez strzelenia gola wrócił do Fluminense. 21 października 2004 został zwolniony z klubu po konflikcie z trenerem. Zaatakował także kibica, który podczas treningu rzucił w niego sześcioma żywymi kurczakami. Romário następnie wrócił do gry w drużynie, w której zaczynał, Vasco da Gama. W 2005 roku, w wieku 39 lat, Romário strzelił 22 gole w mistrzostwach Brazylii, co po raz trzeci uczyniło go najlepszym strzelcem ligi.

### Późna kariera
Na początku 2006 roku Romário dołączył do Miami FC wraz z byłym kolegą z drużyny Mistrzostw Świata FIFA 1994, Zinho. Pomógł Miami FC osiągnąć swój pierwszy w historii USL-1 Playoffs, strzelając 19 ligowych goli w 25 występach dla drużyny.
Nowo awansowana drużyna Campeonato Mineiro, Tupi, ogłosiła krótkoterminowy kontrakt z Romário na grę w drużynie Juiz de Fora w Taça Minas. Jednak Brazylijska Konfederacja Piłki Nożnej zabroniła transferu, twierdząc, że kontrakt został podpisany po zamknięciu międzynarodowego okienka transferowego. Romário nie zadebiutował w klubie, ale brał udział w sesjach treningowych.
Postrzegany jako zamach na reklamę w krótkiej historii A-League, Romário został podpisany przez członka zarządu AUFC Mel Patzwald do australijskiego klubu A-League Adelaide United na pięciomeczowy występ gościnny. Zagrał swój pierwszy mecz dla Adelaide United w dniu 25 listopada 2006 roku przeciwko Central Coast Mariners. Podczas ostatniego meczu 15 grudnia 2006 w końcu strzelił gola dla Adelaide, kończąc to, co wielu uważało za rozczarowujący okres w klubie. W styczniu 2007 podpisał nową umowę z Vasco da Gamą.

#### Tysięczny gol
20 maja 2007 r. Romário strzelił swojego tysięcznego gola, z rzutu karnego przeciwko Sport Recife, grając dla Vasco da Gamy. Prasa brazylijska twierdziła, że jest jednym z niewielu graczy w historii zawodowej piłki nożnej, którzy to osiągnęli, podobnie jak Pelé, Puskás, Friedenreich i Binder. Tysięczny gol przyciągnął uwagę zarówno brazylijskiej, jak i międzynarodowej prasy, a mecz został zatrzymany na ponad 20 minut, aby kibice mogli świętować. Istnieją pewne kontrowersje dotyczące ważności 1000 bramek, ponieważ liczba ta jest nieco niedokładna, a zespół badawczy Romário liczył również jego bramki w meczach juniorów, towarzyskich i nieoficjalnych.
FIFA pogratulowała Romário jego kluczowego gola, ale stwierdziła, że nadal oficjalnie strzela 929 bramek, ponieważ 77 trafiło w młodzieżowej piłce nożnej, a inni strzelili gole w nieoficjalnych meczach towarzyskich. RSSSF oszacował, że jego kariera wyniosła 968 bramek w 1188 meczach. W 2008 roku Romário wydał DVD z najlepszymi golami w swojej karierze, łącznie 900 goli na płycie. Po osiągnięciu przełomowego celu, Vasco da Gama odsłonił pomnik Romário na Estádio São Januário.

#### Gracz i menedżer Vasco da Gama
W dniu 24 października 2007 roku ogłoszono, że Romário poprowadzi swój pierwszy mecz jako tymczasowy menedżer Vasco przeciwko Club America of Mexico w rewanżu ćwierćfinału Copa Sudamericana, a także weźmie udział w boisku jako zawodnik. Romário, wówczas 41-letni, zastąpił Celso Rotha na stanowisku menedżera Vasco da Gamy, a także grał w tym samym czasie mecz z Club America. Prezydent Vasco da Gamy, Eurico Miranda, oświadczył Globo Online, że Romário będzie dowodził drużyną podczas meczu, ale prawdopodobnie będzie to tylko chwilowe. 6 lutego 2008 Romário sprzeciwił się interwencji Mirandy w wyborze drużyny, więc został odwołany, ale pozostał kontraktem z Vasco jako zawodnikiem.
4 grudnia 2007 r. Romário ogłosił, że po meczu z Palmeiras 28 października uzyskał pozytywny wynik testu na finasteryd (znany również jako Propecia). Twierdzi, że był to zabieg przeciw łysieniu; jednak lek jest zabroniony, ponieważ jest środkiem maskującym dla sterydów anabolicznych.

#### Emerytura i powrót
5 lutego 2008 r. Romário ogłosił odejście zarówno z gry, jak i trenera, ze skutkiem na koniec marca. Ten ruch przyszedł nieco nieoczekiwanie, 
ponieważ fani spodziewali się, że wycofa się z gry, ale nie z coachingu. Wyjaśnił, że skoncentruje się tylko na Pucharze Konfederacji FIFA i pomaganiu w Mistrzostwach Świata FIFA 2014. Jednak 27 marca Romário zaprzeczył, że przeszedł na emeryturę.

Romário ogłosił 15 kwietnia 2008 r. podczas premiery DVD, że odchodzi z gry w piłkę nożną. Podał swoją wagę jako główny czynnik w jego decyzji o wycofaniu się z gry. Romário grał dla wielu klubów z pięciu kontynentów przez ponad dwie dekady. Strzelił 71 goli w 85 występach dla Brazylii (w tym występy i gole na olimpiadzie) i twierdził, że strzelił ponad 1000 goli klubowych. Romário oficjalnie ogłosił wycofanie się z gry, mówiąc:
Oficjalnie już nie gram. Zatrzymałem się. Mój czas się skończył. Wszystko było świetną zabawą. 
W sierpniu 2009 r. Romário ogłosił, że powróci z emerytury, aby zagrać w Americe z Rio de Janeiro. Stwierdził, że będzie grał dla klubu, aby spełnić życzenia zmarłego ojca. 25 listopada 2009 r. Romário powrócił. Wszedł w 68. minucie meczu pomiędzy Ameryką i Artsulem, zastępując Adriano. Chociaż nie zdobył bramki, America wygrała 2:0, co pomogło klubowi zdobyć tytuł Carioca Championship Second Division.

#### Statystyki
| Sezon   | Klub                   | Liga                        | Liga | Liga | Liga regionalna | Liga regionalna | Puchar | Puchar | Kontynentalny | Kontynentalny | Inne | Inne | Całkowity | Całkowity |
| Sezon   | Klub                   | Liga                        | M    | G    | M               | G               | M      | G      | M             | G             | M    | G    | M         | G         |
| ------- | ---------------------- | --------------------------- | ---- | ---- | --------------- | --------------- | ------ | ------ | ------------- | ------------- | ---- | ---- | --------- | --------- |
| 1985    | Vasco da gama          | Seria A                     | 7    | 0    | 21              | 11              | —      | —      | 0             | 0             | —    | —    | 28        | 11        |
| 1986    | Vasco da gama          | Seria A                     | 23   | 9    | 25              | 20              | —      | —      | —             | —             | —    | —    | 48        | 29        |
| 1987    | Vasco da gama          | Seria A                     | 17   | 8    | 24              | 16              | —      | —      | —             | —             | —    | —    | 41        | 24        |
| 1988    | Vasco da gama          | Seria A                     | 0    | 0    | 24              | 16              | —      | —      | —             | —             | —    | —    | 24        | 16        |
| Łącznie | Łącznie                | Łącznie                     | 47   | 17   | 94              | 63              | —      | —      | —             | —             | —    | —    | 141       | 80        |
| 1988-89 | PSV Eindhoven          | Eredivisie                  | 24   | 19   | —               | —               | 5      | 4      | 2             | 2             | 3    | 1    | 34        | 26        |
| 1989-90 | PSV Eindhoven          | Eredivisie                  | 20   | 23   | —               | —               | 3      | 2      | 4             | 6             | —    | —    | 27        | 31        |
| 1990-91 | PSV Eindhoven          | Eredivisie                  | 25   | 25   | —               | —               | 3      | 5      | 2             | 0             | —    | —    | 30        | 30        |
| 1991-92 | PSV Eindhoven          | Eredivisie                  | 15   | 9    | —               | —               | 1      | 0      | 2             | 0             | 1    | 0    | 19        | 9         |
| 1992-93 | PSV Eindhoven          | Eredivisie                  | 26   | 22   | —               | —               | 3      | 3      | 9             | 7             | 1    | 0    | 39        | 32        |
| Łącznie | Łącznie                | Łącznie                     | 110  | 98   | —               | —               | 15     | 14     | 19            | 15            | 5    | 1    | 149       | 128       |
| 1993-94 | Barcelona              | La Liga                     | 33   | 30   | —               | —               | 2      | 0      | 10            | 2             | 2    | 0    | 47        | 32        |
| 1994-95 | Barcelona              | La Liga                     | 13   | 4    | —               | —               | 0      | 0      | 5             | 3             | —    | —    | 18        | 7         |
| Łącznie | Łącznie                | Łącznie                     | 46   | 34   | —               | —               | 2      | 0      | 15            | 5             | 2    | 0    | 65        | 39        |
| 1995    | Flamengo               | Seria A                     | 16   | 8    | 21              | 26              | 5      | 1      | 4             | 2             | —    | —    | 46        | 37        |
| 1996    | Flamengo               | Seria A                     | 3    | 0    | 19              | 26              | 5      | 1      | 0             | 0             | 6    | 4    | 33        | 31        |
| Łącznie | Łącznie                | Łącznie                     | 19   | 8    | 40              | 52              | 10     | 2      | 4             | 2             | 6    | 4    | 79        | 68        |
| 1996-97 | Valencia               | La Liga                     | 5    | 4    | —               | —               | 0      | 0      | 0             | 0             | —    | —    | 5         | 4         |
| 1997-98 | Valencia               | La Liga                     | 6    | 1    | —               | —               | 1      | 1      | —             | —             | —    | —    | 7         | 2         |
| Łącznie | Łącznie                | Łącznie                     | 11   | 5    | —               | —               | 1      | 1      | 0             | 0             | —    | —    | 12        | 6         |
| 1997    | Flamengo               | Seria A                     | 4    | 3    | 18              | 18              | 8      | 7      | 0             | 0             | 6    | 7    | 36        | 35        |
| 1998    | Flamengo               | Seria A                     | 20   | 14   | 11              | 10              | 4      | 6      | 3             | 4             | 2    | 1    | 40        | 35        |
| 1999    | Flamengo               | Seria A                     | 19   | 12   | 15              | 16              | 7      | 7      | 7             | 8             | 6    | 3    | 54        | 46        |
| Łącznie | Łącznie                | Łącznie                     | 43   | 29   | 44              | 44              | 19     | 20     | 10            | 12            | 14   | 11   | 130       | 116       |
| 2000    | Vasco da gama          | Seria A                     | 28   | 20   | 17              | 19              | 2      | 1      | 14            | 14            | 10   | 12   | 71        | 66        |
| 2001    | Vasco da gama          | Seria A                     | 18   | 21   | 6               | 11              | 0      | 0      | 9             | 5             | 6    | 3    | 39        | 40        |
| 2002    | Vasco da gama          | Seria A                     | 0    | 0    | 4               | 8               | 7      | 5      | —             | —             | 14   | 13   | 25        | 26        |
| Łącznie | Łącznie                | Łącznie                     | 46   | 41   | 27              | 38              | 9      | 6      | 18            | 16            | 35   | 31   | 135       | 132       |
| 2002    | Fluminense             | Seria A                     | 26   | 16   | 0               | 0               | 0      | 0      | —             | —             | —    | —    | 26        | 16        |
| 2003    | Fluminense             | Seria A                     | 21   | 13   | 4               | 5               | 0      | 0      | 0             | 0             | —    | —    | 25        | 18        |
| 2004    | Fluminense             | Seria A                     | 13   | 5    | 9               | 6               | 2      | 2      | —             | —             | —    | —    | 24        | 13        |
| Łącznie | Łącznie                | Łącznie                     | 60   | 34   | 13              | 11              | 2      | 2      | —             | —             | —    | —    | 75        | 47        |
| 2002-03 | Al-Sadd (wypożyczenie) | Qatar Stars League          | 3    | 0    | —               | —               | 0      | 0      | —             | —             | —    | —    | 3         | 0         |
| Łącznie | Łącznie                | Łącznie                     | 3    | 0    | —               | —               | —      | —      | —             | —             | —    | —    | 3         | 0         |
| 2005    | Vasco da gama          | Seria A                     | 30   | 22   | 10              | 7               | 3      | 1      | —             | —             | —    | —    | 43        | 30        |
| 2006    | Vasco da gama          | Seria A                     | 0    | 0    | 10              | 6               | 1      | 3      | 0             | 0             | —    | —    | 11        | 9         |
| Łącznie | Łącznie                | Łącznie                     | 30   | 22   | 20              | 13              | 4      | 4      | —             | —             | —    | —    | 54        | 39        |
| 2006    | Miami FC               | 1. USL                      | 25   | 19   | —               | —               | 1      | 0      | —             | —             | —    | —    | 26        | 19        |
| 2006-07 | Adelaide               | A-liga                      | 4    | 1    | —               | —               | —      | —      | 0             | 0             | —    | —    | 4         | 1         |
| 2007    | Vasco da gama          | Seria A                     | 6    | 3    | 9               | 10              | 3      | 2      | 1             | 0             | —    | —    | 19        | 15        |
| 2009    | America-RJ             | Campeonato Carioca Série B1 | 0    | 0    | 1               | 0               | 0      | 0      | —             | —             | —    | —    | 1         | 0         |
| Łącznie | Łącznie                | Łącznie                     | 450  | 311  | 248             | 231             | 66     | 51     | 67            | 50            | 62   | 47   | 893       | 690       |

### Międzynarodowe

#### Statystyki międzynarodowe
| drużyna narodowa | Rok       | Mecze | Gole |
| ---------------- | --------- | ----- | ---- |
| Brazylia         | 1987      | 6     | 4    |
| Brazylia         | 1988      | 7     | 2    |
| Brazylia         | 1989      | 11    | 4    |
| Brazylia         | 1990      | 1     | 0    |
| Brazylia         | 1992      | 2     | 0    |
| Brazylia         | 1993      | 1     | 2    |
| Brazylia         | 1994      | 10    | 10   |
| Brazylia         | 1997      | 17    | 19   |
| Brazylia         | 1998      | 7     | 3    |
| Brazylia         | 2000      | 2     | 7    |
| Brazylia         | 2001      | 5     | 3    |
| Brazylia         | 2005      | 1     | 1    |
| Całkowity        | Całkowity | 70    | 55   |

### Liczba meczów i bramek według Romário
Romário, według jego własnych obliczeń, strzelił 1002 gole. Suma ta zawiera gole zdobyte także w meczach towarzyskich, pokazowych oraz w czasach, gdy był juniorem (pierwszą bramkę uzyskał w wieku 13 lat). Poniższa tabela przedstawia osiągnięcia w poszczególnych klubach:
| Drużyna                                                             | Mecze | Gole |
| ------------------------------------------------------------------- | ----- | ---- |
| Vasco da Gama                                                       | 410   | 326  |
| Flamengo                                                            | 240   | 204  |
| PSV Eindhoven                                                       | 167   | 165  |
| Reprezentacje Brazylii (w tym reprezentacje olimpijska i juniorska) | 85    | 71   |
| Barcelona                                                           | 84    | 53   |
| Fluminense                                                          | 77    | 48   |
| Miami FC                                                            | 29    | 22   |
| Valencia                                                            | 21    | 14   |
| Adelaide                                                            | 4     | 1    |
| Zespoły juniorskie                                                  | –     | 77   |
| Mecze Pokazowe                                                      | –     | 21   |
| Suma                                                                | >1117 | 1002 |

Liczba goli podawana jest w wątpliwość, gdyż Romário wiele z nich zdobył w meczach klubów, których nie był oficjalnie członkiem, jak np. América Rio de Janeiro. Gole strzelał także przeciwko drużynom nieistniejącym na co dzień, tworzonym okazjonalnie, jak reprezentacja stanu Rio de Janeiro czy PSV Eindhoven '88. Większość kwestionowanych goli uzyskał jednak w przedsezonowych meczach sparingowych przeciwko drużynom klubowym, często słabszym o kilka klas rozgrywkowych. Najsilniejszym argumentem przeciwko osiągnięciu Romário jest trudny lub niemożliwy do zweryfikowania dorobek uzyskany w kategorii trampkarzy i juniorów (lata 1979–1984, około 70 goli) oraz to, że jest to jedynie jego własny rejestr goli nie poparty żadnym oficjalnym źródłem.

Najwięcej bramek w jednym meczu, pięć, Romário uzyskał dwukrotnie: 31 lipca 1990 w wygranym przez PSV Eindhoven 15:0 towarzyskim meczu z surinamskim Rodan 2000 oraz 31 marca 1996 w meczu Vasco – Olaria 6:2, w ramach mistrzostw stanu Rio de Janeiro.

## Kariera polityczna
W wyborach powszechnych w 2010 r. Romário został wybrany do Izby Deputowanych na bilecie Brazylijskiej Partii Socjalistycznej. Był szóstym najczęściej głosowanym kandydatem na posła w Rio de Janeiro.
Przeforsował swój program polityczny przeciwko Mistrzostwom Świata FIFA 2014 w Brazylii, potępiając wydarzenie jako zanurzone w korupcji i praniu brudnych pieniędzy. Wyraził również niezgodę z Seanem Kileyem, Ricardo Teixeirą, Jérôme Valcke i Seppem Blatterem. Jest jedną z wielu postaci, które twierdzą, że organizacja Mistrzostw Świata FIFA 2018 została „skradziona” z Anglii i sprzedana Rosji w ramach skandalu z 2011 roku przez FIFA.
19 lutego 2014 r. Romário ogłosił, że będzie kandydował do brazylijskiego senatu w wyborach powszechnych w 2014 r.,. a decyzja została oficjalnie potwierdzona w czerwcu. 5 października Romario został wybrany do Senatu z największą liczbą głosów, jaką kiedykolwiek otrzymał kandydat reprezentujący stan Rio de Janeiro.
W czerwcu 2017 r. Romário opuścił PSB i dołączył do Podemos,. zostając przewodniczącym partii w stanie Rio de Janeiro. W marcu 2018 r. Romário ogłosił swoją kandydaturę na gubernatora Rio de Janeiro w brazylijskich wyborach powszechnych jako kandydat centrowej partii Podemos. Romário zajął czwarte miejsce, z 8,6% ważnych głosów.

## Ciekawostki
- Romário prawie zawsze grał z numerem 11 na koszulce klubowej bądź reprezentacyjnej. Jak mówi: Z uwagi na swój dzień urodzenia 2 + 9 = 11. W PSV grał jednak z nr 9 (a czasami 14, 15, 16), w Barcelonie z nr 9 i 10.
- 20 maja 2007 Romario zdobył swoją 1000 bramkę, strzelając z rzutu karnego.
- Na stadionie Vasco da Gama, zwanym Estádio São Januário, za jedną z bramek znajduje się pomnik Romário, uhonorowujący 1000. gola i wkład piłkarza w historię klubu i brazylijskiej piłki nożnej.
- Piłkarz padł ofiarą oszustwa, ze strony polskiego obywatela Piotra Osucha, który wyłudził od Romário kwotę 4 800 000 dolarów. Poszkodowany zeznawał przed polskim sądem w 2004 roku[8].
- 3 października 2010 został wybrany do Izby Deputowanych[9].

## Sukcesy piłkarskie

### Klubowe
Vasco da gama
- Campeonato Brasileiro Série A: 2000
- Campeonato Carioca: 1987, 1988
- Copa Mercosur: 2000

PSV Eindhoven
- Eredivisie: 1988–89, 1990–91, 1991–92
- Puchar KNVB: 1988–89, 1989–90
- Superpuchar Holandii: 1992

Barcelona
- La Liga: 1993-94

Flamengo
- Campeonato Carioca: 1996, 1999

Al-Sadd
- Puchar następcy tronu Kataru: 2003

Ameryka-RJ
- Campeonato Carioca Druga Liga: 2009

### Międzynarodowe
Brazylia Młodzież
- Mistrzostwa Ameryki Południowej U-20: 1985
- Srebrny Medal Olimpijski: 1988

Brazylia
- Mistrzostwa Świata FIFA: 1994
- Copa America: 1989, 1997
- Puchar Konfederacji FIFA: 1997

### Indywidualne
- Najlepszy strzelec Mistrzostw Ameryki Południowej U-20: 1985
- Najlepszy strzelec Campeonato Carioca: 1986, 1987, 1996, 1997, 1998, 1999, 2000
- Vasco da Gama Gracz Roku: 1987, 1988, 2000, 2001
- Najlepszy strzelec Letnich Igrzysk Olimpijskich w Seulu 1988
- Najlepszy strzelec ligi holenderskiej: 1988–89, 1989–90, 1990–91
- Najlepszy strzelec Pucharu Holandii: 1988-89, 1989-90
- Holenderski Piłkarz Roku: 1989
- Król strzelców Ligi Mistrzów UEFA: 1989-90, 1992-93
- Onze de Bronze: 1993
- Srebrna Nagroda Piłkarza Roku FIFA: 1993
- Trofeum Pichichi: 1993-94
- Trofeo EFE Najlepszy iberoamerykański piłkarz ligi hiszpańskiej: 1993-94
- Złota Piłka Mistrzostw Świata FIFA: 1994
- Brązowe buty Mistrzostw Świata FIFA: 1994
- Drużyna gwiazd Mistrzostw Świata FIFA: 1994
- Onze d'Or: 1994
- Piłkarz Roku FIFA: 1994
- L'Équipe Mistrz Mistrzów Sportowiec roku: 1994
- Drużyna Roku Ameryki Południowej: 1995, 2000, 2001
- Puchar Konfederacji FIFA Złoty But: 1997
- Puchar Konfederacji FIFA srebrna piłka: 1997
- Najlepszy strzelec turnieju Rio-São Paulo: 1997, 2000
- CONCACAF Gold Cup All Star Team: 1998
- Najlepszy strzelec Pucharu Brazylii: 1998, 1999
- Najlepszy strzelec Copa Mercosur: 1999, 2000
- Placar Złoty But: 1999, 2000, 2002
- Najlepszy strzelec ligi brazylijskiej: 2000, 2001, 2005
- Brązowa piłka klubowa FIFA World Cup: 2000
- Bola de Ouro: 2000
- Bola de Prata: 2000, 2001, 2005
- Piłkarz Roku Ameryki Południowej: 2000
- Złoty But CBF: 2001, 2005
- Drużyna marzeń na Mistrzostwach Świata FIFA: 2002
- FIFA 100: 2004
- Trofeum Rei do Gol: 2005
- MVP USL 1st: 2006
- Najlepszy strzelec USL 1st: 2006
- Prêmio Craque do Brasileirão  – Wyróżnienie Specjalne: 2007
- Nagroda Legendy Złotej Stopy: 2007
- Marca World Cups Drużyna Wszech czasów: 2014
- Międzynarodowa Galeria Sław Piłki Nożnej – Pachuca, Meksyk
- Galeria Sław Brazylijskiego Muzeum Piłki Nożnej
- Ballon d'Or (Złota piłka): 1994 – Le nouveau palmarès (nowi zwycięzcy)